# Allkaruen
Allkaruen (que significa "cérebro antigo") é um gênero de pterossauro "rhamphorhynchoid" da Formação Cañadon Asfalto do Jurássico Inferior na Argentina. Ele contém uma única espécie, A. koi.